# Fichtelberg
Fichtelberg é um município da Alemanha, no distrito de Bayreuth, na região administrativa da Alta Francónia, estado de Baviera.

## Administração

### Assembleia municipal
A assembleia tem 14 membros, e desde as eleições autárquicas de 2008 dividiram-se assim:
- A União Social-Cristã tem 5 mandatos;
- A Christlich Sozialer Förderkreis com 5 mandatos;
- Freie Wähler (independente), 4 mandatos.

### Presidente
O presidente da câmara (Bürgermeister) é José-Ricardo Castro Riemenschneider (CSF).[carece de fontes?]

## Turismo

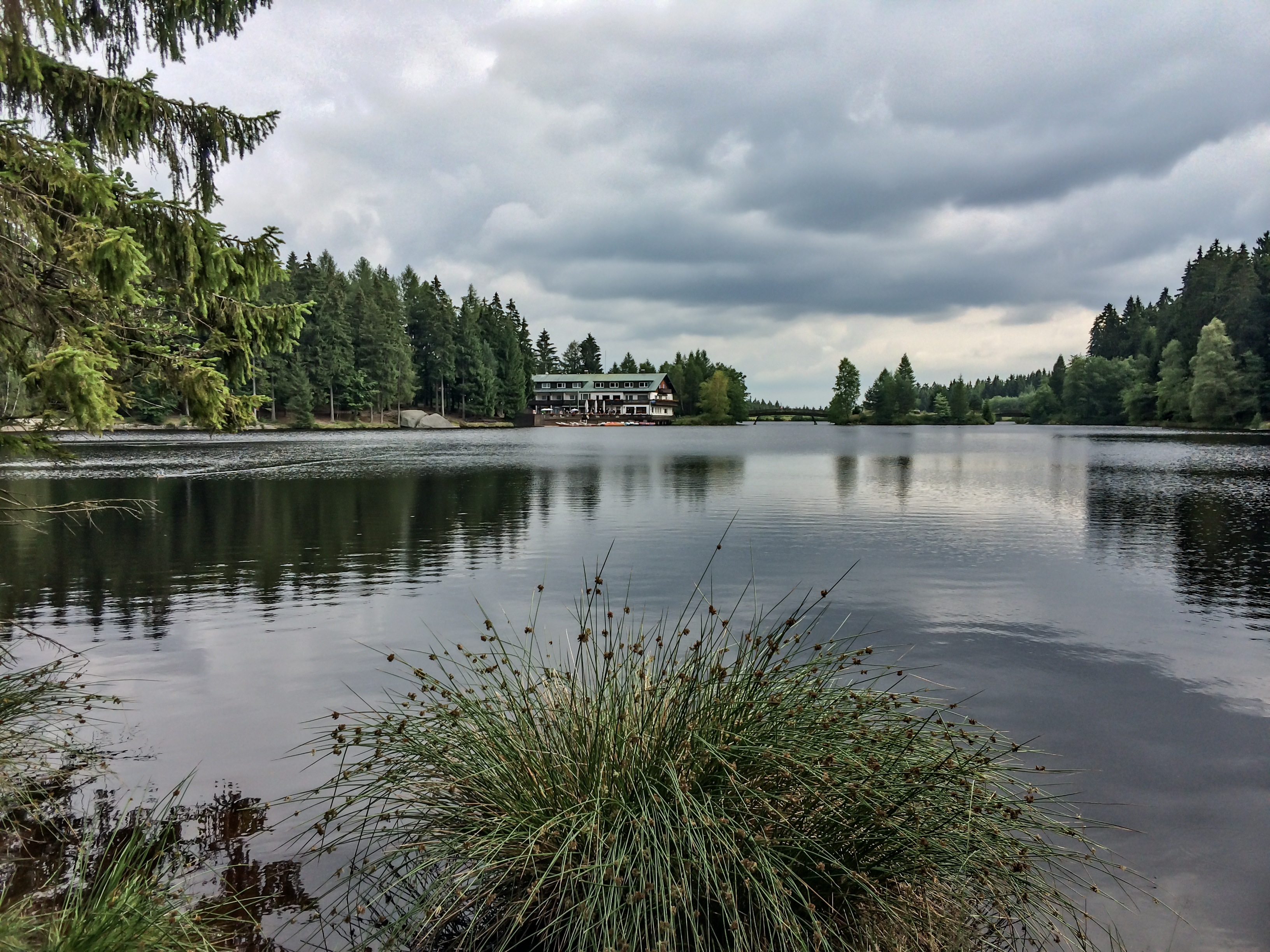
Fichtelsee

- Fichtelsee